# Thomas Paul Chipp
Thomas Paul Chipp (Londra, 25 maggio 1793 – Camden Town, 19 giugno 1870) è stato un arpista e compositore inglese.

## Biografia
Chipp nacque a Londra nel 1793, entrando a far parte del coro della Westminster Abbey Choir School dove gli fu insegnato pianoforte da Muzio Clementi. Tuttavia fu sull'arpa che si distinse, scrivendo molti brani popolari, oltre a composizioni più lunghe per altri strumenti tra cui un trio per violino, viola e violoncello (c.1820), un quintetto d'archi in mi minore (1836), e un quartetto d'archi (1845). 
Chipp entrò alla The Royal Opera Orchestra quando aveva 25 anni sotto la guida di Henry Bishop, trasferendosi all'His Majesty's Theatre un anno dopo, nel 1826. In seguito fu meglio conosciuto come timpanista, suonando per la New Philharmonic Society nel 1852. 
Per oltre cinquant'anni Chipp ha suonato in tutte le principali orchestre londinesi, in tre incoronazioni (Giorgio IV, Guglielmo IV e Vittoria) e in tutti i principali festival. La sua ultima apparizione pubblica risale al 1866 al Festival di Worcester. Morì il 19 giugno 1870 a Camden Town, lasciando due figli, Edmund, compositore e organista e Horatio, un violoncellista. Fu sepolto sul lato occidentale del Cimitero di Highgate. 